# 平野高志
平野 高志（ひらの たかし、1981年7月31日 - ）は、ジャーナリスト、元在ウクライナ日本国大使館専門調査員、写真家。2008年以降、ウクライナを拠点に活動している。ウクルインフォルム（ウクライナ国営通信社）日本語版の編集者を務めており、ウクライナ語にも堪能である。

## 経歴
鳥取県米子市生まれ。2000年から2004年まで東京外国語大学でロシア東欧課程に在籍し、ウクライナ語をはじめ、ウクライナについて学んだ。卒業後は写真家としても活動した。2008年、リヴィウ国立大学にて日本語講師として勤務するためにウクライナへ渡航。以後、同国を拠点として活動している。2013年にリヴィウ国立大学修士課程を修了（国際関係学）。
2014年より在ウクライナ日本大使館で専門調査員として勤務し、2017年の通年行事「ウクライナにおける日本年」の実施にも関与。同年、写真展「より自分らしく」をキーウで開催。2018年以降はウクルインフォルム日本語版編集者としてニュース翻訳、解説、記事執筆等を担当している。2019年、写真展「バブーシャ・アツコ」をキーウで開催。

## 著書
- 『ウクライナ・ファンブック』、ISBN 978-4-908468-41-4
- 『キーウで見たロシア・ウクライナ戦争 戦争のある日常を生きる』、ISBN 978-4065376799